# Lane Crawford

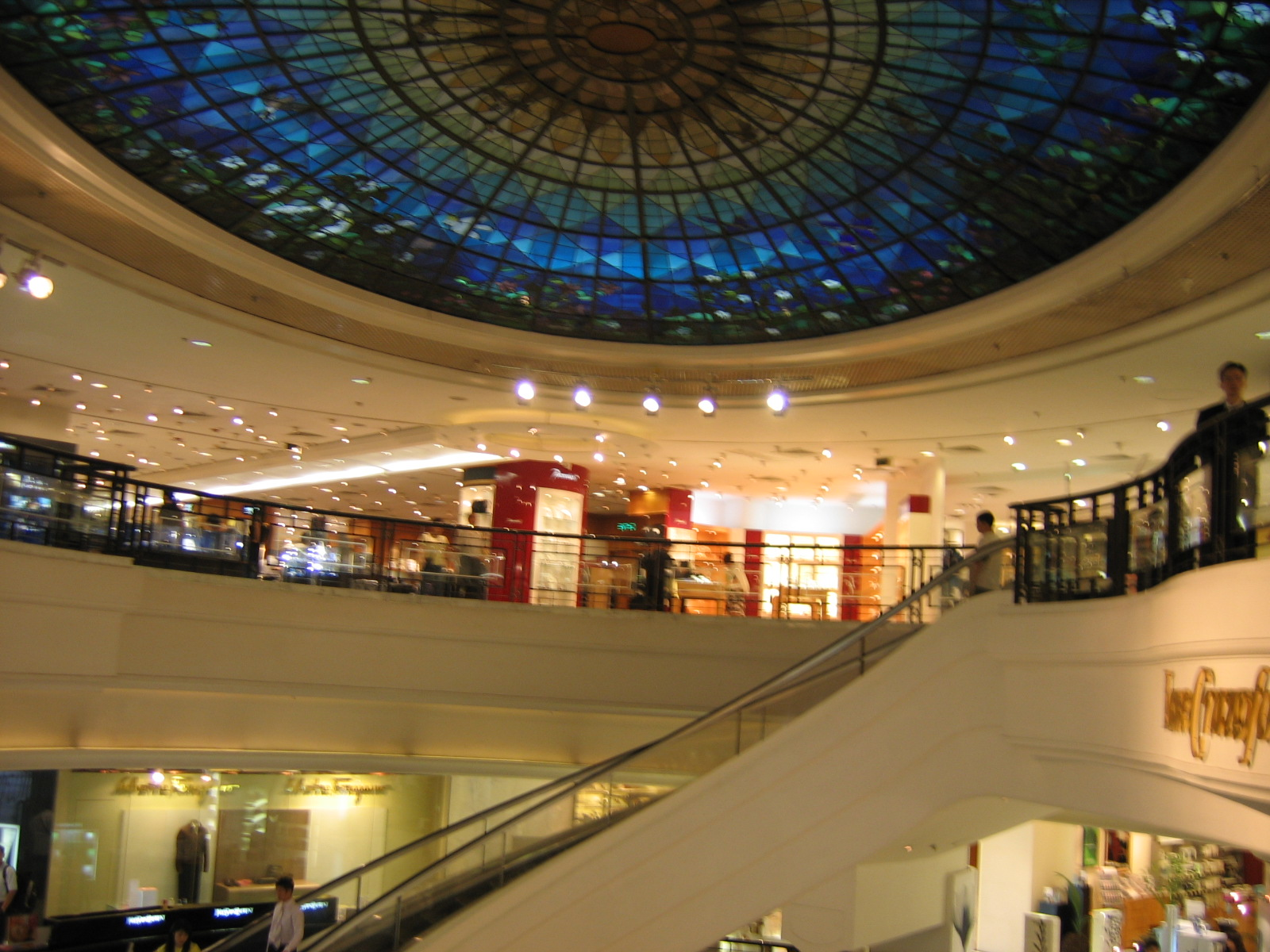
Le hall d'entrée de Lane Crawford à Times Square (Hong Kong).

Lane Crawford (en chinois : 零哥霍) est un grand magasin fameux de Hong Kong, spécialisé dans les produits de luxe. Il possède plusieurs succursales dans des grandes villes de Chine continentale (Shanghai, Chengdu, etc.)
Lane Crawford était initialement un shipchandler, fondé à Hong Kong en 1850 par les Écossais Thomas Ash Lane et Ninian Crawford. Le souvenir de ce passé est perpétué par les différents objets de caractère nautique que l'on peut trouver dans les rayons du magasin.

## Histoire
Durant l'Occupation japonaise de Hong Kong, Lane Crawford a été transféré à la chaine de grands magasins Matsuzakaya.